# برج کابل
برج کابل (به لاتین: Kabul Tower) ساختمانی در کابل، پایتخت افغانستان است. این ساختمان ۱۸ طبقه که در سال ۱۳۵۵ ساخته شد، با ۸۷ متر ارتفاع بلندترین ساختمان افغانستان پس از برج‌های محب است. برج کابل با معماری زبره‌کاری مقر وزارت مخابرات و تکنالوژی معلوماتی افغانستان است.